# Vittorio Dabormida
Vittorio Emanuele Dabormida (Torino, 22 novembre 1842 – Adua, 1º marzo 1896) è stato un generale del Regio Esercito italiano, autore di una serie di pubblicazioni relative all'arte militare, caduto nella battaglia di Adua. Decorato con la Medaglia d'oro al valor militare alla memoria e la Croce di Commendatore dell'Ordine militare di Savoia.

## Biografia

### Vittorio Dabormida ufficiale inferiore
Piemontese come quasi tutti gli ufficiali dello Stato sabaudo di fine Ottocento, nato dal conte Giuseppe, allora tenente colonnello dell'artiglieria, successivamente Ministro della Guerra e poi degli Esteri, e Angelica de Negry della Niella, Vittorio Emanuele Dabormida il 29 agosto del 1859 entrò come allievo nella Accademia militare di Torino, uscendone il 15 dicembre 1861 col grado di sottotenente d'artiglieria. 
Il 2 marzo 1862 entrò nello Stato Maggiore di quell'arma, per passare, il 30 marzo 1863, nel 5º Reggimento d'artiglieria, dove fu promosso luogotenente il 31 dicembre. Dabormida prese parte alla terza guerra di indipendenza, al comando di una colonna di rifornimento di munizioni. Il 24 ottobre 1866 passò al corpo di Stato Maggiore e nel novembre del 1867 entrò, con gli altri tenenti dello Stato Maggiore, nella Scuola di guerra appena inaugurata. Terminato il corso biennale, divenne, il 28 ottobre 1870, insegnante di storia militare nella stessa scuola. 
Testimonianza di questa sua attività è il “Sunto di lezioni sullo svolgimento storico dell'arte della guerra prima della rivoluzione francese", che egli stesso scrisse di suo pugno. Nel frattempo, il 26 marzo 1868, era stato promosso capitano nel corpo di Stato Maggiore. Furono anni fecondi per la sua attività di scrittore: nel 1876 a Torino stampava Vincenzo Gioberti e il Dabormida. Fu spinto a quest'opera dal desiderio di scagionare suo padre dalle accuse che Gioberti gli aveva indirizzato.

### Importanti pubblicazioni
Il 30 maggio 1878, promosso maggiore, Dabormida passava alla fanteria. Nello stesso anno pubblicava, a Torino, la prima sua opera di un certo rilievo: La difesa della nostra frontiera occidentale in relazione agli ordinamenti militari odierni. La tradizionale alleanza con la Francia si era ormai sfaldata e si andavano profilando numerose ragioni di attrito, mentre la possibilità di un'alleanza con la Germania e l'Austria appariva lontana. Oggetto dello studio era la possibilità di una guerra contro la Francia, che l'Italia avrebbe corso il rischio di affrontare da sola.
Il maggiore Dabormida si inseriva in un dibattito in corso nelle alte sfere politiche e militari. Sulla base dell'esperienza dell'epoca napoleonica era comune l'opinione che le Alpi fossero un terreno di difesa trascurabile e che, in caso di guerra, tutti gli sforzi dovessero concentrarsi esclusivamente nella pianura padana. Dabormida sosteneva, invece, che l'arco alpino non era soltanto un ostacolo ritardatore contro un'eventuale aggressione che procedesse dai valichi della frontiera, ma anche un'importante base per impostare una lunga ed ostinata difesa ed una vigorosa controffensiva. Presupponendo un attacco da parte della Francia e considerando la reale superiorità delle forze nemiche rispetto a quelle italiane, sosteneva la necessità di concentrare le operazioni proprio nel massiccio alpino per impedire all'avversario di raggiungere la pianura, dove sarebbe prevalso senza difficoltà.
In zona di montagna la lotta avrebbe potuto raggiungere un equilibrio tra le forze: le difficoltà del terreno avrebbero costretto l'esercito francese a marciare in piccole colonne separate e la difesa avrebbe potuto operare con la massa di tutte le sue forze riunite contro singoli contingenti nemici, prima che questi fossero riusciti a riunirsi nella pianura. La natura del terreno era favorevole a questa operazione, in quanto non permetteva ai francesi di attaccare su un numero eccessivo di punti. Dabormida passava poi in rassegna i vari settori delle Alpi occidentali e considerava le varie probabilità d'invasione e le varie possibilità difensive ed offensive nei singoli punti.

### Dabormida ufficiale superiore
Il 4 agosto 1879, come professore titolare, riprese l'attività didattica alla Scuola di guerra, fino al luglio 1880. Intanto, nel novembre del 1881, diveniva segretario dell'ufficio del capo di Stato Maggiore, carica che ricoprì sino al giugno del 1887. 
Il 19 luglio 1883 era promosso tenente colonnello, poi il 6 giugno 1887 passava a un comando operativo, nel 3º Reggimento con gli assegni di colonnello, grado a cui fu promosso l'8 aprile 1888. Il 30 marzo 1890, infine, con lo stesso grado, fu addetto al comando del Corpo di Stato Maggiore.
Usciva nel 1891 a Roma il suo studio su "La battaglia dell'Assietta": la sua origine risaliva ad una conferenza commemorativa, affidatagli quando ancora insegnava alla Scuola di guerra, in occasione di un'escursione degli allievi ai luoghi della battaglia. 
Premessa un'esposizione dell'organizzazione dell'esercito piemontese, Dabormida ne esaminava la situazione specifica nel 1747, poco prima cioè della battaglia. Dopo un esame delle condizioni politiche e militari che spinsero i Piemontesi a partecipare alla guerra di successione austriaca, alleati agli Asburgo contro i Franco-spagnoli, descriveva i movimenti di questi ultimi verso il Monginevro e le difficoltà di difesa dei Piemontesi. Esse erano aumentate anche dalla diffidenza nutrita dagli austriaci verso i loro alleati e dagli scarsi rinforzi da essi inviati al piccolo esercito sabaudo.
Inoltre la sommossa popolare di Genova del 1747, che aveva costretto gli austriaci ad abbandonare la città perdendo un importante punto strategico, aveva reso ancor più vulnerabile la posizione di Carlo Emanuele III. Questi, infatti, si vide costretto a difendersi anche dalla parte della costa ligure, oltre che da quella delle Alpi. Il tono encomiastico nei confronti di Carlo Emanuele III e dell'esercito piemontese non sminuisce la serietà e lo spirito critico dell'opera.
Promosso maggiore generale il 4 luglio 1895, Dabormida passò al comando della Brigata Cagliari ed il 12 gennaio 1896 partì alla testa di una brigata di fanteria per l'Africa, dove era in corso una campagna militare contro le truppe del Negus Menelik II per la conquista dell'Abissinia.

## La battaglia di Adua

### Antefatti e strategia d'attacco
Negli ultimi giorni di febbraio, l'esercito italiano, stretto d'assedio presso il forte di Macallè da parte delle truppe abissine che già avevano ottenuto un'importante vittoria nel dicembre precedente sull'Amba Alagi annientando la compagnia del maggiore Pietro Toselli, vedeva scarseggiare le vettovaglie. S'imponeva perciò la necessità di ritirarsi oppure di tentare, con un'avanzata su Adua, di aprirsi la via più breve di rifornimento per i magazzini di Adi Ugri e di Asmara. Il governatore della colonia eritrea, il generale Oreste Baratieri era più favorevole alla ritirata ma, sentito nella sera tra il 28 e 29 febbraio il parere degli altri generali che erano divisi tra scegliere l'attacco o la ritirata, decise infine di affrontare il nemico coi suoi 15.000 uomini contro gli oltre 120.000 di Menelik II.
Nella notte tra il 29 febbraio e il 1º marzo il generale Baratieri decise di avanzare dalla ben difesa posizione di Saurià: l'idea era quella di attirare l'esercito di Menelik, o almeno la sua retroguardia, in uno strenuo combattimento che l'avrebbe visto inevitabilmente capitolare. Fu indotto a compiere questa manovra rischiosa, pur di ingaggiare battaglia, a seguito del telegramma che il Capo del Governo Crispi gli aveva inviato in data 25 febbraio: «Cotesta è una tisi militare, non una guerra». Alle ore 21.00 del 29 febbraio l'esercito si mosse su tre colonne: alla destra marciava la colonna guidata dal generale Vittorio Emanuele Dabormida (2.500 uomini), al centro quella del generale Giuseppe Arimondi (2.500 uomini anch'essa) e alla sinistra quella del generale Matteo Albertone (4.000 uomini).

### Fallimento del piano Baratieri
Nelle intenzioni del comandante, l'arrivo delle teste di colonna sulle posizioni prestabilite sarebbe dovuto avvenire in contemporanea alle ore 5.00 del primo marzo ma, a causa di molteplici disguidi e di erronei collegamenti, le cose andarono molto diversamente. Durante l'avvicinamento, la brigata di Albertone piegò verso quella di Arimondi, che dovette arrestarsi per lasciarla passare. Successivamente la brigata di Albertone, seguendo le indicazioni di alcune guide locali e senza assicurarsi del collegamento con le colonne alla sua destra, avanzò per raggiungere quello che a torto credeva costituisse il suo obiettivo, distanziandosi in tal modo enormemente dal resto dello schieramento. L'equivoco nasceva da un errore presente nello schizzo messo a punto da Baratieri, nel quale il colle Enda Chidane Meret, il punto dove dovevano convergere le truppe di Albertone, si trovava nella realtà molti chilometri più a sud-ovest del sito indicato con tale nome nella cartina. Finalmente alle ore 5.30 la colonna di Albertone raggiunse il colle Enda Chidane Meret, ma venne immediatamente avvistata dagli abissini mettendone in allarme l'intero campo, situato a poca distanza.

### Sconfitta del generale Albertone
Subito gli abissini investirono Albertone: dopo oltre un'ora di valoroso combattimento il battaglione Turitto, avanguardia di Albertone, decimato, fu costretto a ripiegare sul grosso dell'esercito che a sua volta si vide attaccato frontalmente e sul fianco sinistro da 30.000 uomini che cercavano di impedirgli la ritirata. Poco prima delle ore 7.00 Albertone, preoccupato, stilò un messaggio per il generale Baratieri, chiedendogli di intervenire. Questi, intuendo l'accaduto, ordinò alla brigata guidata da Vittorio Dabormida di procedere verso sud-ovest per andare a sostenere quella di Albertone ed alla brigata di Arimondi di piegare anch'essa verso sinistra in direzione del Monte Rajo. Il generale Dabormida, nel tentativo di alleggerire la pressione su Albertone, spinse la sua brigata nel profondo vallone di Mariam Sciauitù, dove però andò a urtare contro forze nemiche molto superiori. Alle 10.30 la brigata Dabormida, che aveva cercato vanamente di soccorrere Albertone, era a sua volta tagliata fuori dall'esercito abissino.
Di fatto la battaglia si era ormai scissa in tre scontri separati e indipendenti l'uno dall'altro: al colle Enda Chidane Meret combattevano gli uomini di Albertone, sul Monte Rajo quelli di Arimondi, e infine nel vallone di Mariam Sciauitù quelli guidati da Vittorio Dabormida, che tentavano una eroica resistenza. In tutte e tre le posizioni il nemico godeva di una schiacciante superiorità numerica e le colonne italiane, troppo lontane tra loro, non erano in grado di prestarsi reciprocamente alcun aiuto. Alle 10.00, caduti tutti gli ufficiali e perduta l'artiglieria, i pochi superstiti della brigata Albertone, erano costretti a ritirarsi in disordine finché alle 11.00, la brigata fu completamente annientata.

### Fine della brigata di Dabormida
Il contingente che aveva sconfitto la brigata Albertone si rivolse, a questo punto, contro quella di Arimondi, che si trovò a dover sopportare un duplice sforzo. Una parte delle truppe abissine riusciva a incunearsi tra le truppe di Arimondi e quelle di Dabormida, che ancora combattevano con efficienza. I soldati di Arimondi, arroccati sul Monte Rajo, erano in una postazione precaria. Pur consapevoli di questo, attesero sulle loro posizioni l'arrivo di nemici immensamente superiori in numero e che vedevano scomparire allo sguardo per poi riapparire sempre più vicini ogni volta che ascendevano gli avvallamenti della zona. Le forze abissine investirono la brigata da ogni parte, spezzandone la strenua e tenace resistenza, finché in un paio di ore lo stesso Arimondi trovò la morte. L'intera artiglieria fu perduta e i pochi superstiti cercarono disordinatamente una via di fuga.
La brigata Dabormida, ultima a resistere, nel vallone di Mariam Sciauitù, era, nel frattempo, riuscita con molte difficoltà a respingere un primo assalto nemico. Dabormida aveva appena inviato la notizia di questo iniziale successo al comandante Baratieri, quando irruppero alle sue spalle gli abissini che avevano appena prima dissolto la colonna di Arimondi sul Monte Rajo. I soldati di Dabormida resistettero per più di un'ora, mantenendo per quanto possibile la disciplina, mossi anche da coraggio, senso del dovere e spirito di sacrificio, finché il generale, essendo senza notizia di quanto avveniva nel resto del campo di battaglia e vistosi minacciato di accerchiamento, ordinò la ritirata. Il troppo tardivo sganciamento non poté compiersi con ordine, tanto più che Baratieri non aveva dato alcuna disposizione per le linee di ripiegamento. La cavalleria abissina massacrò con tremenda violenza la brigata di Dabormida ed il generale stesso al grido di «Ebalgume! Ebalgume!» ("Falcia! Falcia!"). Le sue spoglie non furono mai trovate, sebbene suo fratello avesse saputo da un'anziana donna che viveva nell'area che ella aveva offerto acqua a un ufficiale italiano ferito a morte: "un capo, un uomo grosso con occhiali e orologio e stellette dorate".
Il Comune di Padova gli ha dedicato una via.

Nella città di Torino è presente una caserma intitolata a Vittorio Dabormida, ubicata in corso Unione Sovietica 100.